# Salpesia
Salpesia Simon, 1901 è un genere di ragni appartenente alla famiglia Salticidae.

## Distribuzione
Delle cinque specie oggi note di questo genere ben quattro sono diffuse in Australia; la quinta è endemica delle isole Seychelles.

## Tassonomia
A dicembre 2010, si compone di cinque specie:
- Salpesia bicolor (Keyserling, 1883) — Queensland
- Salpesia bimaculata (Keyserling, 1883) — Nuovo Galles del Sud
- Salpesia soricina Simon, 1901[2] — Isole Seychelles
- Salpesia squalida (Keyserling, 1883) — Queensland, Nuovo Galles del Sud
- Salpesia villosa (Keyserling, 1883) — Australia